# Washington (Metro de Los Ángeles)
Washington es una estación en la línea A del Metro de Los Ángeles y es administrada por la Autoridad de Transporte Metropolitano del Condado de Los Ángeles. Se encuentra localizada cerca del centro de Los Ángeles (California), en Washington Boulevard.

## Conexiones de autobuses
- Montebello Bus Lines: 50